# 자밀
자밀(刺蜜, 학명: Alhagi maurorum 알하기 마우로룸[*])은 콩과의 관목이다. 중국, 몽골, 시베리아부터 중앙아시아와 중동, 캅카스, 동유럽에 이르는 지역에 걸쳐 분포한다. 열매는 협과이며, 유대교의 《토라》, 기독교의 《성경》, 이슬람교의 《꾸란》 등에 "만나"라는 이름으로 언급되는 음식이라 추정되는 식재료 가운데 하나다.